# Namenlos (album)
Namenlos è l'ottavo album in studio del gruppo musicale austriaco L'Âme Immortelle, pubblicato nel 2008.

## Tracce
CD 1: Namenlos
1. Vergessen – 1:50
2. 1000 Voices – 4:30
3. Behind the Light – 4:16
4. Bleib – 3:50
5. Requiem – 4:27
6. Lost – 1:46
7. Blutrot – 4:16
8. Reborn – 3:50
9. Es tut mir leid – 3:59
10. Niemals – 4:37
11. Jenseits der Schatten – 1:41
12. The Cleansing – 4:08
13. Namenlos – 6:11

CD 2: Erinnerung
1. Erneuerung – 1:00
2. When the Sun Has Ceased to Shine – 3:42
3. Love Is Lost – 4:06 – interpretato da Antoni Jones
4. When the Sun Has Ceased to Shine – 3:32 – interpretato da Spiritual Front
5. Es tut mir leid – 4:51 – interpretato da Steinkind
6. Niemals – 4:36 – interpretato da Sieben
7. Requiem – 4:23 – interpretato da Whispers in the Shadow
8. Erinnerung – 3:41